# Лаваї (Гаваї)
Лаваї (англ. Lawai) — переписна місцевість (CDP) в США, в окрузі Кауаї штату Гаваї. Населення — 2578 осіб (2020).

## Географія
Лаваї розташоване за координатами 21°55′12″ пн. ш. 159°30′2″ зх. д. / 21.92000° пн. ш. 159.50056° зх. д. (21.919891, -159.500676).  За даними Бюро перепису населення США в 2010 році переписна місцевість мала площу 10,75 км², з яких 10,50 км² — суходіл та 0,25 км² — водойми.

## Демографія
Згідно з переписом 2010 року, у переписній місцевості мешкали 2363 особи в 872 домогосподарствах у складі 633 родин. Густота населення становила 220 осіб/км².  Було 959 помешкань (89/км²).
Расовий склад населення:
| - 39,9 % — білих - 24,4 % — азіатів - 7,1 % — вихідців з тихоокеанських островів - 0,6 % — корінних американців - 0,3 % — чорних або афроамериканців |

До двох чи більше рас належало 27,1 %. Частка іспаномовних становила 12,7 % від усіх жителів.
За віковим діапазоном населення розподілялося таким чином: 21,3 % — особи молодші 18 років, 63,9 % — особи у віці 18—64 років, 14,8 % — особи у віці 65 років та старші. Медіана віку мешканця становила 41,8 року. На 100 осіб жіночої статі у переписній місцевості припадало 103,2 чоловіків;  на 100 жінок у віці від 18 років та старших — 99,1 чоловіків також старших 18 років.
Середній дохід на одне домашнє господарство  становив 87 216 доларів США (медіана — 75 594), а середній дохід на одну сім'ю — 102 736 доларів (медіана — 85 990). Медіана доходів становила 43 594 долари для чоловіків та 41 522 долари для жінок. За межею бідності перебувало 7,0 % осіб, у тому числі 4,6 % дітей у віці до 18 років та 2,8 % осіб у віці 65 років та старших.
Цивільне працевлаштоване населення становило 1208 осіб. Основні галузі зайнятості: мистецтво, розваги та відпочинок — 19,8 %, освіта, охорона здоров'я та соціальна допомога — 18,6 %, науковці, спеціалісти, менеджери — 12,9 %, публічна адміністрація — 8,8 %.